# Juan de Zúñiga Avellaneda y Velasco
Juan de Zúñiga Avellaneda y Velasco (1488 - Madrid, 27 de junio de 1546) fue un noble castellano y también comendador de la Membrilla en la Orden de Santiago, comendador mayor de Castilla en la misma Orden, regidor perpetuo de Valladolid, capitán de la Guardia Real y de Alabarderos del emperador Carlos V, ayo, preceptor y consejero privado del príncipe Felipe II, miembro del consejo de estado, corregente de España, fiel servidor y amigo del emperador Carlos V, miembro de la Casa de Zúñiga.

## Filiación
Hijo segundo de Pedro de Zúñiga y Avellaneda, II conde de Miranda del Castañar, señor de Avellaneda, Peñaranda del Duero y otras villas más, y de su esposa Catalina de Velasco y Mendoza, hija de Pedro Fernández de Velasco, II conde de Haro, y de su esposa Mencia de Mendoza, hermano menor de Francisco de Zúñiga Avellaneda y Velasco, III conde de Miranda del Castañar.
El emperador Carlos V como administrador perpetuo de la Orden de San Jaime de la Espada le concedió licencia para contraer matrimonio con Estefanía de Requeséns el 9 de junio de 1526. Estefanía de Requeséns, era hija heredera de Luis de Requeséns y Soler, conde de Palamós, barón de Martorell y Castell-Vell, consejero y lugarteniente del rey  Juan II de Aragón, y de su esposa Hipólita Ruiz de Liori, sobrina del duque de Calabria, Fernando de Aragón. Por contrato matrimonial, para proseguir el linaje de los Requeséns por segunda varonía, debería llevar el primogénito el apellido Requeséns primero y Zúñiga después (en la catedral de Lérida existe la capilla de los Requeséns). Los Requeséns como gobernadores de Cataluña vivían en Barcelona en el palacio llamado Palau Menor, situado en la calle de los Templarios, ya derribado en el año de 1860. Juan y Estefanía tuvieron once hijos: Luis el primogénito, embajador en Roma, gobernador y capitán general de Milán y de Flandes; Diego, capellán del príncipe Felipe; Juan, embajador en Roma, virrey de Nápoles, presidente del consejo de estado, ayo del príncipe Felipe III; Hipólita, casada con Pedro Gilabert de Centelles, IV conde de Oliva, Felipe, Catalina y otros fallecidos de corta edad.

## Al Servicio del Emperador Carlos V

### Primeros años
Juan recibió en 1506 la tonsura eclesiástica. Él y su hermano Iñigo, más tarde obispo de Burgos y luego cardenal, fueron de los primeros quienes al morir Felipe I “el Hermoso”, conde de Borgoña y esposo de la reina de España Juana I “la Loca” en 1506, se pusieron en Flandes al servicio del duque de Borgoña y futuro emperador del Sacro Imperio Romano Carlos V. Juan fue nombrado camarlengo del príncipe, el futuro emperador del Sacro Imperio Romano Carlos V, por decreto del 8 de julio de 1511 del emperador del Sacro Imperio Romano Maximiliano I, abuelo de Carlos V. Juan de Zúñiga se encuentra en las listas del personal de la corte de Bruselas así como en la de sueldos de 1517.)
Le fue otorgada la comendadura perpetua de la Membrilla de la Orden de Santiago el 16 de marzo de 1518 y el 27 de mayo del mismo año se lo nombró regidor perpetuo de Valladolid. El emperador Carlos V en su estada en Barcelona en 1519 a causa de la peste pasó acompañado de Juan de Zúñiga a refugiarse en el palacio, que los Requeséns tenían en Molins de Rei, donde permanecieron tres meses. Allí surgió el amor entre Juan y Estefanía. El emperador del Sacro Imperio Romano Carlos V y Rey de España como Carlos I lo nombró en Gantes el 7 de enero de 1522 capitán de jinetes y en Burgos el 15 de julio de 1524 capitán de la Guardia Real y de Alabarderos.

### Mayordomo Mayor del EmperadorCarlos V
Juan gozaba la plena confianza del emperador Carlos V. El emperador lo envió en 1524 de embajador a la corte de Lisboa, en sucesión a Cristóbal Barroso, para que le dé informaciones sobre los comuneros de Castilla refugiados en Portugal. Fue elegido junto con M. de Laxão, mayordomo mayor del emperador Carlos V, para que ambos compongan la embajada del emperador, que negocie con la embajada del rey Manuel de Portugal el matrimonio y sus capitulaciones del emperador con la princesa Isabel de Portugal, hija del rey Manuel de Portugal. Los dos se dieron tal maña que las capitulaciones matrimoniales se pudieron firmar en pocos días en Valladolid el 17 de octubre de 1525, en el palacio llamado “Casa de la Reina”. El matrimonio se celebró por procurador el 1.º de noviembre de 1525 en el palacio real de Almeirim, Portugal.
Juan acompañó al emperador Carlos V a su coronación por el papa en Boloña, donde entraron el 5 de noviembre de 1529. La coronación de Carlos V como emperador del Sacro Imperio Romano por el papa Clemente VII fue celebrada en Boloña el 24 de febrero de 1530. El emperador Carlos V lo nombró con fecha del 2 de marzo de 1532 comendador mayor de Castilla de la Orden de San Jaime de la Espada.

### Acompañante de la Emperatriz Isabel en la Corte de Madrid
El 22 de abril de 1533 volvió Juan con el emperador Carlos V a España y fue ordenado a la Corte de Madrid. Juan permanece con su familia desde noviembre de 1534 en la Corte de Madrid hasta su muerte. Juan vive con su familia en el palacio del emperador y acompaña a la emperatriz Isabel durante las ausencias del emperador Carlos V. Su hijo Luis, un año menor que el príncipe Felipe, se convierte en el mejor compañero de la niñez y travesuras del príncipe Felipe. Juan fue un padre serio, severo y entero. Debido a sus ausencias, su hijo Luis se crio de pequeño muy mimado, con su abuela Hipólita, condesa de Palamós, en Barcelona. De modo que el pequeño Luis se hizo caprichoso y lograba lo que quería con lloros y rabietas. Juan lo reclamó para educarlo él y la suegra se lo envió con la condición de que no lo azotase. Juan pidió permiso en sus cartas a su suegra para “azotarlo un poco”. Poco después escribe Juan a su suegra, que el niño Luis se ha puesto más sano y gordo y “ya no llora y no será menester permiso para azotarlo”.

### Ayo y Preceptor del Príncipe Felipe
El emperador Carlos V lo nombró en 1535 en premio a su idoneidad, lealtad, honradez, sinceridad, moralidad y severidad, ayo y preceptor del príncipe, el futuro rey don Felipe II, “para que le instruyese en buenas y loables costumbres y lo represente en su ausencia", así como en el ejercicio de la caballería y caza. Juan le inculcó a Felipe el autodominio y la autodisciplina. Felipe se acostumbró a ocultar sus sentimientos y contener sus emociones. El emperador Carlos V antes de partir a la empresa de Túnez reunió el 2 de marzo de 1535 a todos los encargados del servicio de su hijo Felipe y les mandó obedecer a Juan de Zúñiga como a él. A partir de marzo de 1535 estaba ya arreglado el edificio adjunto al palacio real, que serviría como "Casa del Príncipe" Felipe. Juan y su esposa Estefanía se trasladan del palacio del emperador y viven desde entonces en la casa del príncipe Felipe.  La entrega oficial del príncipe Felipe a Juan de Zúñiga, ahora su mayordomo mayor, fue el 2 de junio de 1535. El emperador nombra los maestros que deben educar al príncipe Felipe y a Luis, hijo de Juan y Estefanía, que son: Juan Martínez Silíceo, maestro de gramática, latín y matemáticas, capellán y confesor del príncipe y los maestros Honorato Juan, Juan Ginés de Sepúlveda, Bernabé del Busto, Arteaga y Juan Calvete de Estrella.
En agosto de 1535 se enferma el príncipe Felipe y sufre fiebres continuas. Estefanía observa que los cocineros hacían el caldo de pollo, tan negro y de mal aspecto, que Estefanía decide ella misma cocinar un caldo de pollo tierno. Los médicos dispusieron que el príncipe Felipe lo tomara y en adelante lo hiciera ella todos los días. El príncipe Felipe mejora y recobra el apetito y el 14 de septiembre de 1535 ya se levanta y puede correr de nuevo. Estefanía contaba en sus cartas a su madre, la condesa de Palamós, que les daba a sus hijos “cada semana el jarabe de costumbre y dos veces aceite con azúcar”.
El príncipe Felipe mostraba más afecto exterior a Juan y Estefanía, que a su madre, la emperatriz  Isabel, “con la cual era más seco” como se contaba por cartas en la Corte, porque la emperatriz Isabel era muy severa. Juan y el Príncipe Felipe van a menudo de caza. Juan comunica en sus cartas al emperador de los desarrollos que hace el Príncipe Felipe y de los acontecimientos en la Corte. La correspondencia entre Juan de Zúñiga y el Emperador se intensifica en este tiempo. En julio de 1536 viene de visita a la Corte la condesa de Palamós, suegra de Juan.
La emperatriz Isabel le comunica el 2 de septiembre de 1536 la orden del emperador Carlos V nombrándolo miembro del consejo de estado. Juan por carta del 9 de septiembre de 1536 le agradece al emperador por el nombramiento.
El emperador Carlos V con Juan de Zúñiga y sus respectivas familias pasan juntos las navidades de 1536 en Tordesillas en el palacio de la reina madre Juana. En la Corte se dice: “El emperador es muy amigo de don Juan y le distingue mucho, haciéndolo sentar en su presencia, delante de otros Grandes, charla continuamente con él”. Su hijo Diego nace en Madrid en 1538.

### Corregente de España, Presidente del Consejo del Príncipe
El emperador Carlos V le confirma en 1539 el cargo de mayordomo mayor del príncipe Felipe. La corte se traslada a Valladolid en 1539. La emperatriz Isabel muere de parto el 1.º de mayo de 1539 en Toledo. Juan visita al emperador en su retiro en el convento de San Jerónimo de La Sisla, cerca de Toledo, donde permanecen hasta el 27 de junio de 1539. Su esposa Estefanía se convierte en la segunda madre del príncipe Felipe. Su hijo Juan nace en Valladolid ese año.
El emperador tiene que viajar a los Países Bajos, donde una revuelta en noviembre de 1539 estalló y decide establecer regencias en sus estados de España. Para la regencia de Castilla, sede del poder, nombra como presidente a Juan Távara, arzobispo de Toledo. Los otros miembros son: Juan de Zúñiga, comendador mayor de Castilla, ayo y mayordomo mayor del príncipe Felipe, García Fernández Manrique, conde de Osorno y Francisco de Cobos, comendador de León. El príncipe Felipe podía así continuar el entrenamiento en los negocios públicos al lado de Juan de Zúñiga. La corte retorna a Madrid en 1540.
El emperador Carlos V nombra a Juan de Zúñiga en mayo de 1540 presidente del Consejo del Príncipe Felipe y en las instrucciones que él le da a su hijo, el príncipe Felipe, le ordena acatar los consejos que Juan de Zúñiga le dé. Juan debe ser “su reloj y despertador”. A Juan le ordena que haga lo que el deba de hacer y esto con toda rigidez.
Juan acompaña al emperador Carlos V a las Cortes de Castilla celebradas en Valladolid en 1542, donde el emperador obtiene los subsidios requeridos para las guerras europeas. Acompaña al emperador Carlos V y al príncipe Felipe a las Cortes de Aragón celebradas en Monzón en junio de 1542. El príncipe Felipe es reconocido y jurado por las Cortes de Aragón y los fueros de Zaragoza, Barcelona y Valencia. El emperador obtiene los subsidios requeridos para las guerras europeas. y
Los derechos de patronato de la real capilla del palacio menor de Barcelona y de patronato de la iglesia de San Miguel en Castell-Vell de Rosanes, inmediato a Martorell le concedió el emperador Carlos V a Juan de Zúñiga en Monzón el 8 de agosto de 1542. La familia Zúñiga y Requeséns pasan unos días en Barcelona en su palacio menor en noviembre de 1542.
El emperador Carlos V, debido a sus largas ausencias de España, por motivos de los asuntos del Sacro Imperio Romano, nombra al príncipe Felipe, de 16 años de edad, su Corregente en España en mayo de 1543. Felipe II debe acatar sus Instrucciones, las cuales el emperador las había redactado a lo largo de los últimos tiempos.
Las instrucciones constan de 2 partes. La primera parte, firmada el 4 de mayo de 1543, debe leerla con Juan de Zúñiga y la otra parte, firmada el 6 de mayo de 1543, es privada. Las cartas con las instrucciones fueron firmadas por Carlos V en Palamós, antes de su embarque en Barcelona.
En la primera parte le dice: “Te ruego y lo hago como tu deber de hijo, que en todo lo que ya te he dicho y en lo demás, tomes a don Juan como tu guía y modelo, hagas caso gustosamente de él y le des plena confianza. En todas las cosas de gobierno y en los casos en los que tú estés perplejo e irresoluto, él te puede ayudar y él lo hará con el amor y lealtad, que de él conozco desde hace largo tiempo”. ”He mandado a don Juan de Zúñiga que, aunque te enojes, no deje de hacer todo lo que he mandado, para advertirte lo dispuesto por mí”.
En la segunda parte, privada, le da consejos políticos sobre las inclinaciones y particularidades de los miembros del consejo de estado. A Juan de Zúñiga lo caracteriza como caballero íntegro, que se exaltaba fácilmente, de absoluta honradez, y a quien debía Felipe en sus asuntos privados fiarse de él y le manda se entregue a su dirección por completo. Además le escribe "he mandado a dicho señor que, aunque se enoje su hijo, no deje de hacer todo lo que le ha mandado, para advertirle lo dispuesto por él".
El emperador Carlos V nombra los miembros del Consejo Real y del Consejo de Estado, que han de ayudar al príncipe Felipe en su gobierno. Juan de Zúñiga es nombrado titular del Consejo de Estado y del Consejo de Órdenes, dos importantes organizaciones del Gobierno, y además Consejero Privado del príncipe Felipe para todos los asuntos del Estado y Gobierno.
El primero de mayo de 1543 le envía el Emperador Carlos V una cédula, en la que le prometía, en consideración a sus servicios, que la Comendadura de San Jaime pasaría a su hijo Luis cuando él lo deseara y le ofrecía la Comendadura de Montealegre para el hijo que él quisiera.
El emperador Carlos V decide el doble enlace matrimonial de su hija Juana con el príncipe Juan de Portugal y del Príncipe Felipe con su prima hermana María Manuela, hermana del príncipe Juan. Juan de Zúñiga y su esposa Estefanía participaron en el recibimiento de la princesa María Manuela en su entrada en la catedral de Salamanca el 14 de noviembre de 1543.
Juan de Zúñiga es nombrado con el III duque de Béjar y Plasencia, Alonso Francisco de Zúñiga y Sotomayor, padrino de las bodas del príncipe Felipe, con María Manuela de Portugal celebradas en Salamanca. De acuerdo a las costumbres de Castilla, después de la misa de bodas, celebrada en la medianoche del 14 de noviembre de 1543, Juan amonesta a los príncipes a las tres de la mañana, consumido el matrimonio, se levanten y se vayan a sus cuartos respectivos a dormir.
Juan se interesa mucho que el Príncipe don Felipe aprenda bien latín, como le escribe al Emperador:... “porque lo tengo por parte muy principal en un Príncipe ser buen latino, así para saberse regir a sí como a otros y especialmente quien espera tener debajo de sí tanta diferencia de lenguas, es bien saberla en general, por no obligarse a saberlas todas”.
Juan reprendía con libertad los defectos del príncipe Felipe y de alguna vez se hubo de lamentar ante su padre el emperador, pero éste le respondió; “si él obra llanamente con vos, es por el cariño que os tiene, si os halagara y se atuviera sólo a ceder a vuestros caprichos, sería como todo el resto de la humanidad”.
En 1544 son nombrados por el emperador sus hijos: Diego López de Zúñiga y Requeséns, Capellán y Juan de Zúñiga y Requeséns, paje del príncipe Felipe.
Juan acompaña al príncipe Felipe durante su estadía en Cigales en febrero de 1544, donde el Príncipe Felipe se cura de unas “sarnas”. A la muerte de la princesa María Manuela de Portugal, a consecuencias del mal parto y nacimiento del príncipe Carlos acaecida el 12 de julio de 1545, acompaña al príncipe Felipe a las honras fúnebres celebradas en Valladolid y a su retiro en el monasterio del Abrojo, donde permanecen casi un mes.
Juan y Estefanía otorgan testamento el 16 de abril de 1546 e instituyen como heredero universal a su primogénito Luis. Juan de Zúñiga Avellaneda y Velasco atacado de la gota falleció el 27 de junio de 1546 en Madrid a los 58 años de edad.  Francisco de los Cobos, secretario del emperador, por carta del 3 de julio de 1546, informa a Carlos V del fallecimiento de Juan de Zúñiga y escribe "...ha sido una gran pérdida, así para el servicio de V.M. como del príncipe. Yo tenía con él tanta compañía y buena amistad, que he sentido mucho su falta, y más agora, por haber quedado solo en todo".
Su esposa Estefanía fue una mujer virtuosa, madre bondadosa, cristiana ferviente. San Ignacio de Loyola en sus estancias en Barcelona fue socorrido por ella. En octubre del año 1548 visita el príncipe Felipe Barcelona, en su viaje de presentación a los Países Bajos acompañado de un gran séquito. Permanece tres días alojado en el palacio menor, residencia de Estefanía de Requeséns, su segunda madre y viuda de su recordado mayordomo mayor, tutor, ayo y fiel amigo de su padre, honrándola así con su visita. De Estefanía aprendió Felipe II tener una profunda devoción a la Virgen de Montserrat y afecto por su monasterio y por Cataluña.
Su esposa Estefanía de Requeséns muere el 25 de abril de 1549 en su palacio menor de Barcelona. Los restos fúnebres de la familia Zúñiga y Requeséns se encuentran enterrados en la capilla del palacio menor, que fue fundada por los Templarios. El retrato de Juan de Zúñiga, pintado por Alonso Berruguete en 1547 se guarda en esta capilla. Desde 1921 la Compañía de Jesús atiende al culto de la capilla.
Existen en los Archivos de Simancas, Estado, Castilla, cartas de la correspondencia de Juan de Zúñiga con el emperador Carlos V, con su esposa Estefanía y con su suegra Hipólita,  así como la correspondencia de su esposa Estefanía con su madre Hipólita, condesa de Palamós, y con su esposo Juan, que revelan la vida interna y familiar de la corte del emperador Carlos V y de la familia Zúñiga Requeséns.
Han desaparecido numerosas cartas de la correspondencia entre Juan de Zúñiga y el Emperador. Es también una gran lástima, que las cartas secretas, que fueron cifradas, de la correspondencia de Juan de Zúñiga con Carlos V han desaparecido.